# Ercheia nigristriata
Ercheia nigristriata är en fjärilsart som beskrevs av W. Warren 1914. Ercheia nigristriata ingår i släktet Ercheia och familjen nattflyn. Inga underarter finns listade i Catalogue of Life.